# メイコン郡 (アラバマ州)
メイコン郡（英: Macon County）は、アメリカ合衆国アラバマ州の東部に位置する郡である。2010年国勢調査での人口は21,452人であり、2000年の24,105人から11.0%減少した。郡庁所在地はタスキーギ市（人口9,865人）であり、同郡で人口最大の都市でもある。郡名はノースカロライナ州選出アメリカ合衆国上院議員を務めたナサニエル・メイコンに因んで名付けられた。19世紀に綿花プランテーションが大々的に開発され、アメリカ合衆国南部のブラックベルトに入る郡の1つである。郡内の大半が田園部であり、貧困率も高い。南北戦争の前にプランテーションで働いていた奴隷の子孫であるアフリカ系アメリカ人が人口の大半を占めている。1974年の映画Macon County Lineの舞台になった。

## 歴史
メイコン郡となった地域には4,000年前から様々な先住民文化があった。ヨーロッパ人探検家が入ってきた時のインディアンはミシシッピ文化の子孫であるクリーク族インディアンだった。
メイコン郡は、アメリカ合衆国議会がインディアン移住法を成立させた1830年の後、1832年12月18日にクリーク族から譲渡された土地に設立された。クリーク族はミシシッピ川の西にあるインディアン準州に移住させられた。メイコン郡の開拓者は南部の東部地域から奴隷を連れてくるか、ニューオーリンズなど奴隷市場で奴隷を購入し、大規模な綿花プランテーションを開発した。
20世紀の前半、数多い黒人が郡内を出て、北部や中西部の工業都市に移住し、就職機会を求め、また法的な人種差別から逃れた。郡内に留まった者達は大半が田園部の地域で苦闘することになった。

## 地理
アメリカ合衆国国勢調査局に拠れば、郡域全面積は613.24平方マイル (1,588.3 km2)であり、このうち陸地610.52平方マイル (1,581.2 km2)、水域は2.72平方マイル (7.0 km2)で水域率は0.44%である。

### 主要高規格道路
- 州間高速道路85号線
- アメリカ国道29号線
- アメリカ国道80号線
- アラバマ州道14号線
- アラバマ州道49号線
- アラバマ州道81号線

### 隣接する郡
- タラプーサ郡 - 北
- リー郡 - 北東
- ラッセル郡 - 南東
- ブロック郡 - 南
- モンゴメリー郡 - 南西
- エルモア郡 - 北西

### 国立保護地域
- タスキーギ・エアメン国立歴史史跡
- タスキーギ・インスティチュート国立歴史史跡
- タスキーギ国立の森

## 人口動態
以下は2000年の国勢調査による人口統計データである。
| 基礎データ - 人口: 24,105人 - 世帯数: 8,950 世帯 - 家族数: 5,543 家族 - 人口密度: 15人/km2（40人/mi2） - 住居数: 10,627軒 - 住居密度: 7軒/km2（17軒/mi2） 人種別人口構成 - 白人: 13.96% - アフリカン・アメリカン: 84.64% - ネイティブ・アメリカン: 0.16% - アジア人: 0.38% - その他の人種: 0.13% - 混血: 0.73% - ヒスパニック・ラテン系: 0.72% | 年齢別人口構成 - 18歳未満: 25.2% - 18-24歳: 16.9% - 25-44歳: 22.9% - 45-64歳: 21.0% - 65歳以上: 14.0% - 年齢の中央値: 32歳 - 性比（女性100人あたり男性の人口） - 総人口: 85.0 - 18歳以上: 80.3 世帯と家族（対世帯数） - 18歳未満の子供がいる: 28.4% - 結婚・同居している夫婦: 31.7% - 未婚・離婚・死別女性が世帯主: 25.8% - 非家族世帯: 38.1% - 単身世帯: 33.0% - 65歳以上の老人1人暮らし: 11.9% - 平均構成人数 - 世帯: 2.44人 - 家族: 3.13人 | 収入と家計 - 収入の中央値 - 世帯: 21,180米ドル - 家族: 28,511米ドル - 性別 - 男性: 25,971米ドル - 女性: 21,773米ドル - 人口1人あたり収入: 13,714米ドル - 貧困線以下 - 対人口: 32.8% - 対家族数: 26.8% - 18歳未満: 43.8% - 65歳以上: 26.0% |

## 都市と町
- フランクリン
- クリークスタンド
- ノタサルガ（一部はリー郡）
- ショーター
- タスキーギ - 郡庁所在地

## 見どころ
郡内には歴史ある黒人大学のタスキーギ大学、タスキーギ国立の森、タスキーギ湖、タスキーギ人権公民権博物館、タスキーギ・エアメンの訓練場であるモートン飛行場がある。